# Carabus szekelyi
Carabus (Neoplectes) szekelyi — вид жужелиц рода Carabus, подрода Neoplectes, эндемичный для центральной Грузии.

## Синонимы
- shaoriensis Deuve, 2013[1].

## Систематика
C. szekelyi по внешнему виду похож на близких C. ibericus и C. titarenkoi, от которых отличается строением эндофаллуса. От C. mellyi разделен рекой Риони и рекой Джоджора и отличается строением гениталий самцов. От других видов так же хорошо отличается строением эндофаллуса и отделен от них географически Ниже приводится сравнительная таблица между близкими видами.

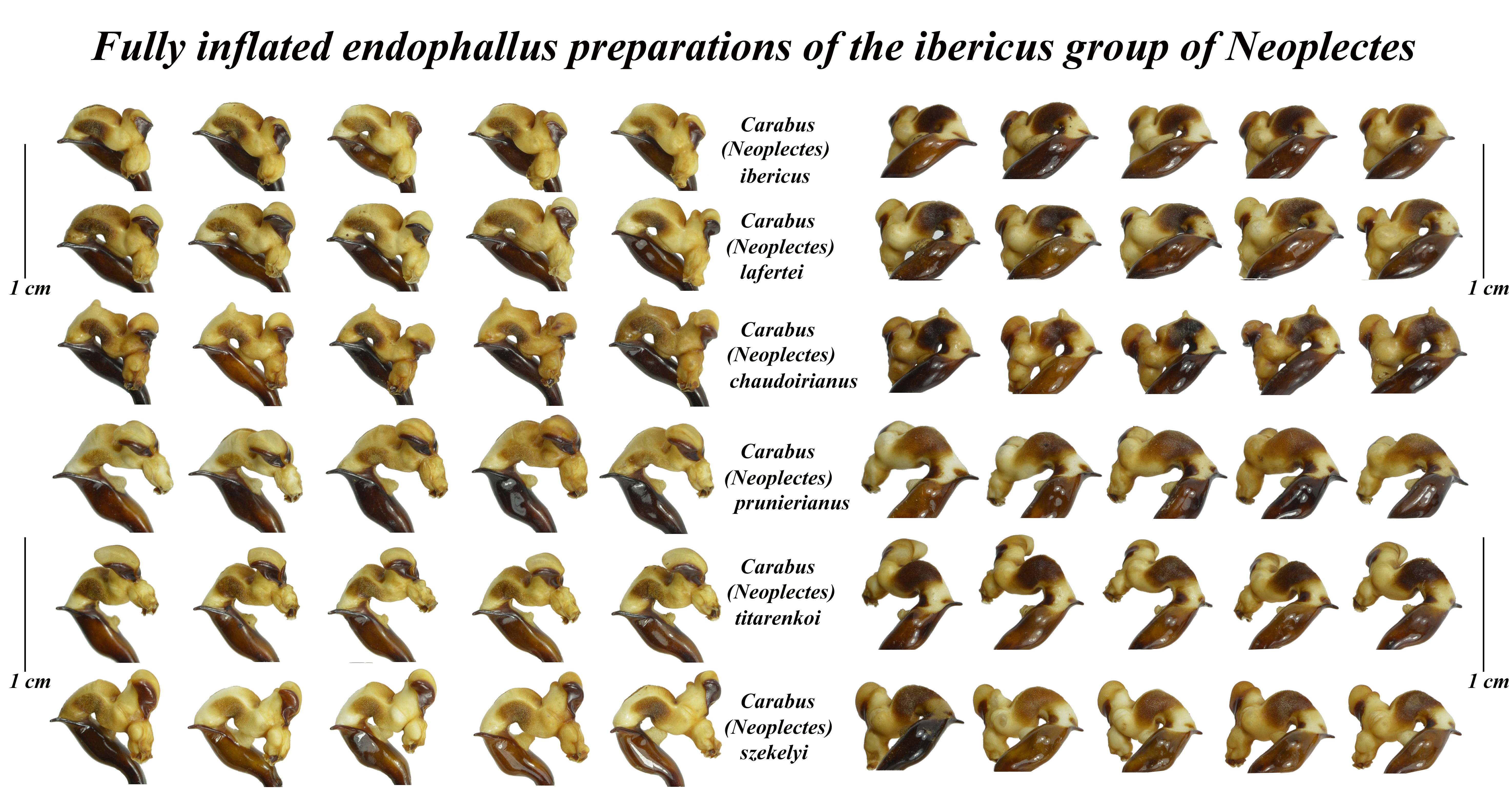
Сравнительная таблица строения эндофаллуса группы «Neoplectes ibericus»

## Внешний вид

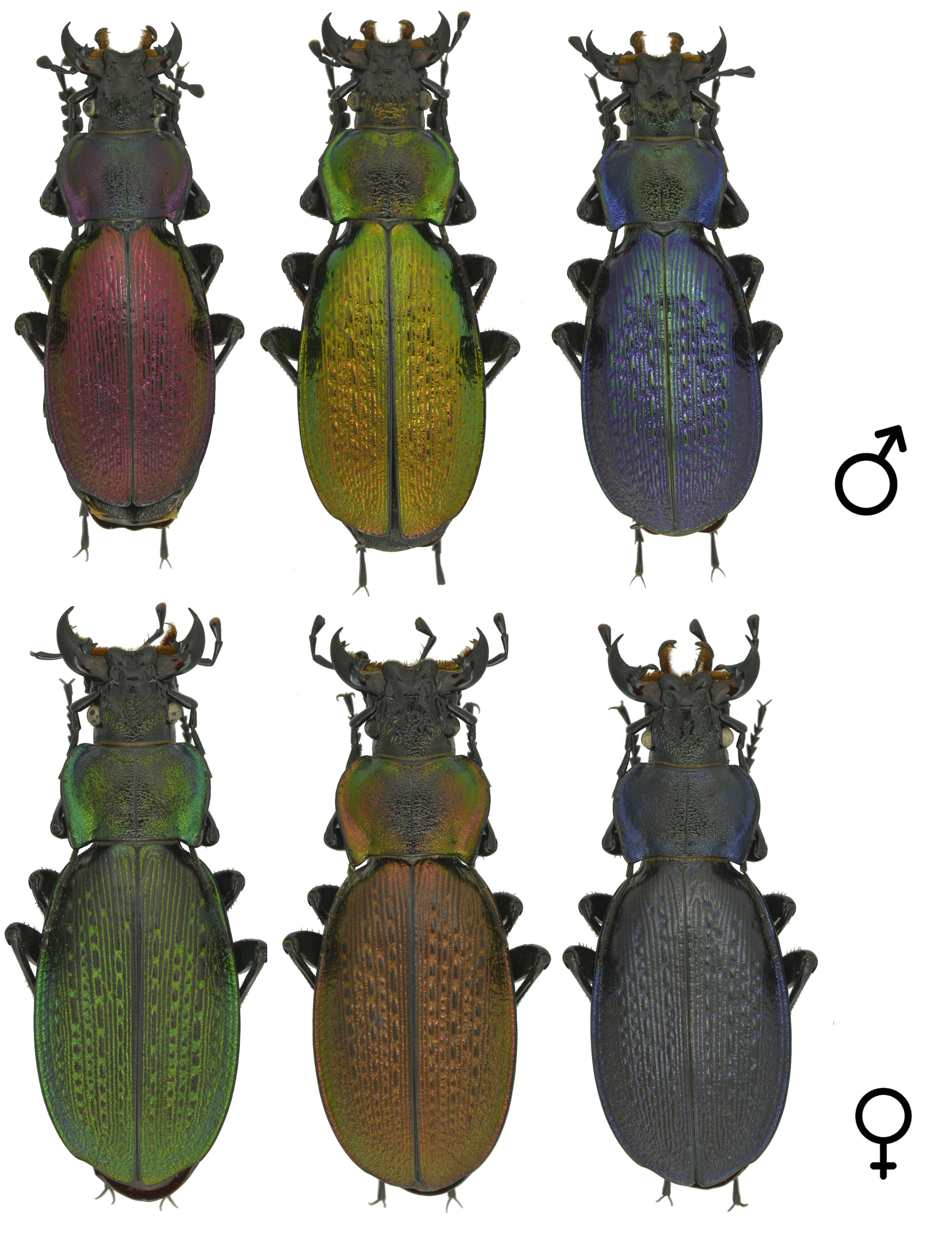
Neoplectes ibericus

## Ареал
Вид распространен в центральной части республики Грузия, на Рачинском хребте и между реками Риони и Лиахви.
- Типовое место «Georgia, Imeretia, Dzhalaurta, 700—800 m; Caucasus c. mer., Gruzia bor., Djava; Guphta.»[3]

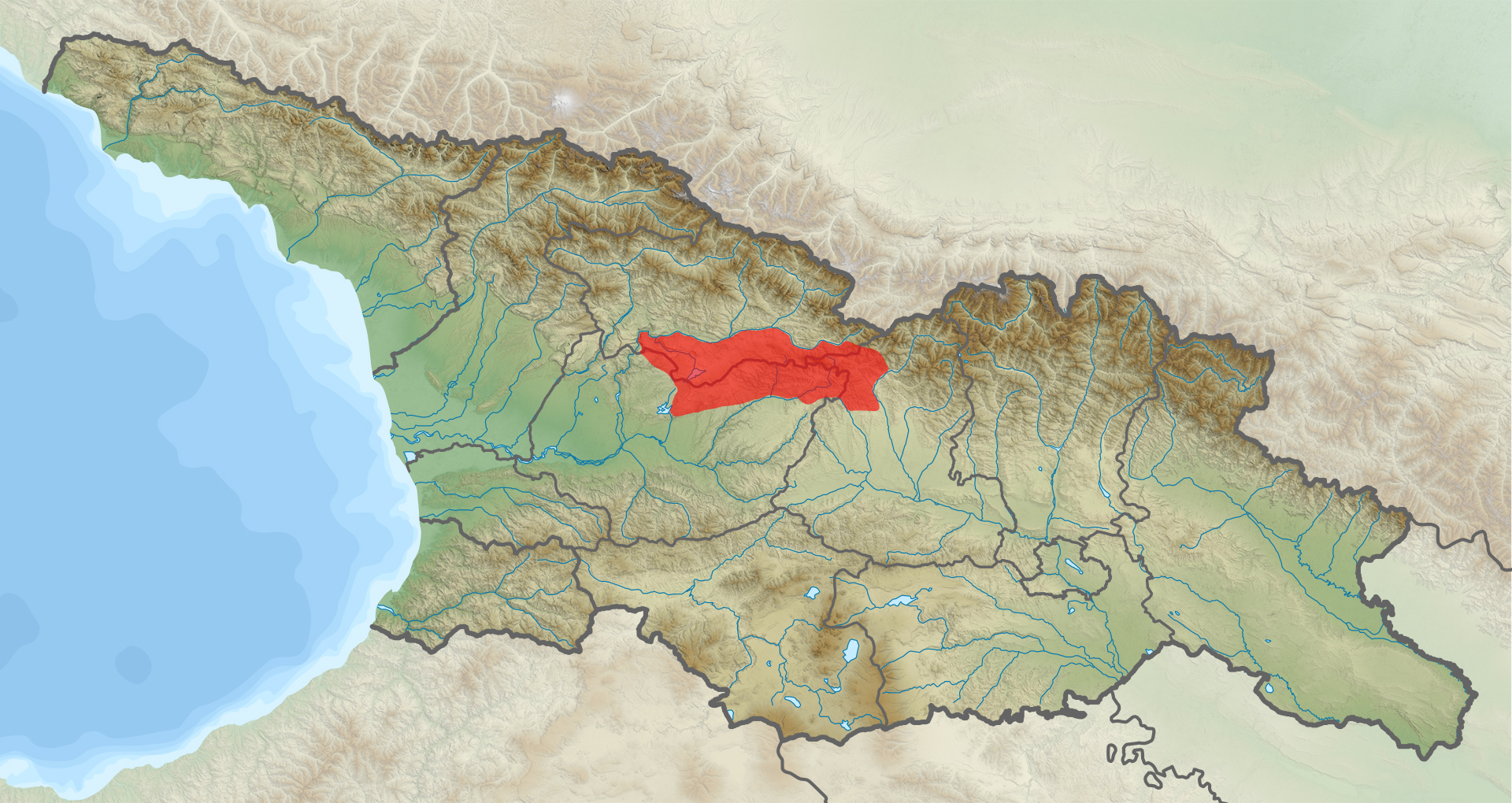
Карта распространения Carabus (Neoplectes) szekelyi

## Особенности экологии
Вид обитает в лесной и альпийской зоне от высоты 500 метров над уровнем моря, поднимаясь до высоты 2200 метров над уровнем моря. Имаго активны с момента таяния снега.

## Этимология
Вид назван в честь KÁLMÁN SZÉKELY.